# Le Grand Kallé et l’African Jazz
Le Grand Kallé et l’African Jazz oder kurz African Jazz war die populärste Band in den 1950ern in Belgisch-Kongo.

## Geschichte
Sie wurde 1953 in Kinshasa aus mehreren Sessionmusikern des Aufnahmestudios Opika  gegründet. Vermutlich war sie auch die erste professionelle Vollzeitmusikgruppe des Kongo. Den Begriff Jazz trug das Orchester nicht, weil sie Jazzmusik spielte, sondern um zu zeigen, dass die Musik modern, kultiviert und unterhaltend war. Die Gruppe konzentrierte sich stattdessen auf Rumba, Samba und Cha-Cha-Cha in einem unverwechselbar kongolesischen Stil.
Ab 1955 veröffentlichte African Jazz auf dem Musikverlag Esengo.
Bei dem ersten „Runden Tisch“ vom 20. Januar bis 20. Februar 1960, bei dem zwischen belgischen und kongolesischen Vertretern der 30. Juni 1960 als Tag der Unabhängigkeit des Kongo ausgehandelt wurde, war African Jazz als Unterhaltungsband anwesend. Während der Konferenz entstand der Song Independance Cha Cha, der von den Freuden der Unabhängigkeit handelt und zu einem ihrer größten Hits wurde.
1961 ging die Band auf eine ausgedehnte Tour in Afrika. Dabei besuchte sie Ghana, Nigeria, die Elfenbeinküste, Sierra Leone und Guinea und übte einen bedeutenden Einfluss auf die dortige Musikszene aus.

## Mitglieder

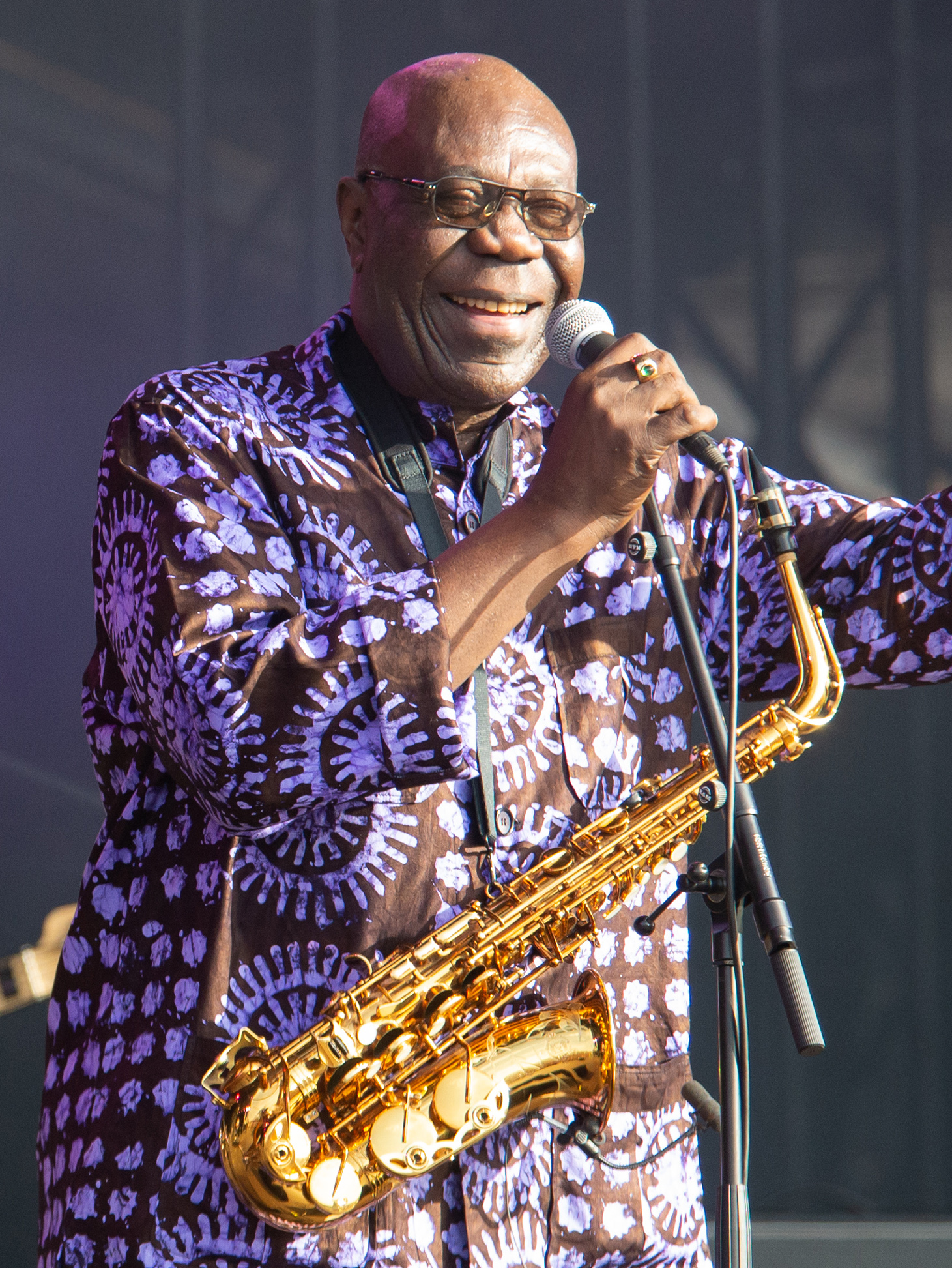
Manu Dibango (2019)

- Joseph Kabasele (Gründer und Gesang; Spitzname „la Grand Kalle“)[1]
- Tino Baroza (Gitarrist und Komponist)[1]
- Déchaud Mwamba (Gitarre, 1953–63)[3]
- Tino Baroza (Gitarre)[3]
- Albert Taumani (Bass)[3]
- Joseph Mwena (Bass, 1953–63)[3]
- Baskis (Perkussion)[3]
- Antoine „Dépuissant“ Kaya (Perkussion, 1953–63)[3]
- Isaac Musekiwa (Saxophon, 1954–?)[3]
- Roger Izeidi (Gesang, Maracas, ?–1963)[3]
- André Menga (Saxophon)[3]
- Dominique „Willy“ Kuntima (Trompete)[3]
- Tabu Ley Rochereau (Gesang, 1959–63)[3]
- Vicky Longomba (Gesang, 1960)[3]
- Brazzos (Bass, 1960)[3]
- Pierre „Petit Pierre“ Yantula (Congas, 1960)[3]
- Charles Hénault (Trommel, 1960–?)[3]
- Manu Dibango (Saxophon, Piano, 1961)[3]
- Joseph „Mujos“ Mulamba (Gesang, ?–1963)[3]
- Papa Noel (Gitarre, 1963–?)[3]
- Jean Bombenga (Gesang, 1963–?)[3]
- Mathieu Kouka (Gesang, 1963–?)[3]
- André „Damoiseau“ Kambite (Gitarre, 1963–?)[3]
- Casimir „Casino“ Mutshipule (Gitarre, 1963–?)[3]

## Songs
- Jamis Kolonga (Rumba, komponiert von Tino Baroza)[1]
- Kale Kato / Ngai Na Yo Se Liwa[3]
- Independance Cha Cha (1960)[6][4]
- Okuka Lokole (1960, ein Tribut an Louis Armstrong)[4]
- Merengue Scoubidou[4]